# Ihsan al-Jabiri
 (mai 2020).
Si vous disposez d'ouvrages ou d'articles de référence ou si vous connaissez des sites web de qualité traitant du thème abordé ici, merci de compléter l'article en donnant les références utiles à sa vérifiabilité et en les liant à la section « Notes et références ».

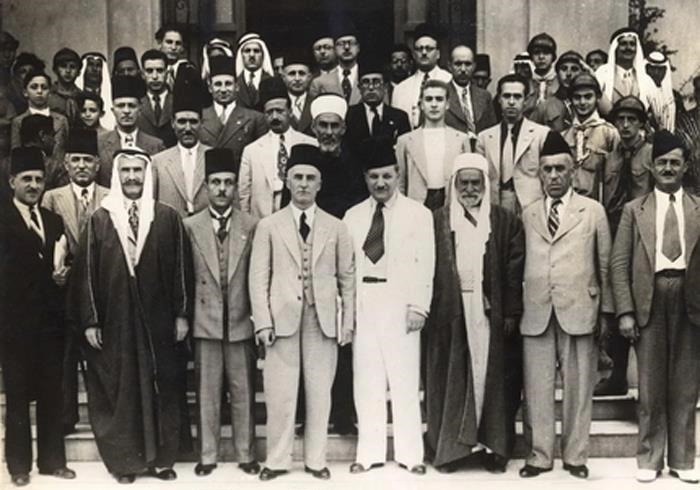
Délégation de la conférence arabe organisée à Bloudan en Syrie le 8 septembre 1937. De gauche à droite : délégué inconnu, Mohammad Allabi Pasha, Mohammad Ali Eltaher, Ihsan al-Jabiri, Riad al-Solh, Ali Obeid, Sa'id al-Hajj Thabet, et Hamad Saab

Ihsan al-Jabiri, né vers 1880 à Alep et mort le 8 mars 1980 au Caire, est un homme politique syrien, maire d'Alep au début du XXe siècle.Il est l'un des fondateurs (avec Chakib Arslan) du journal La Nation arabe en 1930.

## Biographie
Issu d'une vieille famille musulmane sunnite d'Alep en Syrie il a commencé sa carrière comme secrétaire du sultan Abdul Hamid à Constantinople.
Au moment de l'imposition du mandat français sur la Syrie, après la première guerre mondiale, Ihsan al-Jabri se range aux côtés de son frère aîné Saadallah (qui devra devenir plus tard l'un des premiers dirigeants de la Syrie indépendante), dans la lutte nationaliste, ce qui lui valut notamment de connaître la prison et l'exil et d'être condamné deux fois à mort. Avec l'émir Magid Arslane, il fut à Genève dans l'entre-deux-guerres l'un des animateurs les plus actifs du mouvement arabe.
Brouillé par la suite avec les régimes militaires de Damas, il s'installe au Caire, où Nasser l'associe à plusieurs de ses entreprises unionistes. Ayant conservé intactes jusqu'au bout ses facultés intellectuelles et ses fidèles, l'une des dernières prises de position d'Ihsan al-Jabri, qu'Al Ahram salue comme « un dirigeant et militant de la libération arabe contre l'impérialisme », a été d'approuver le voyage du président Sadate à Jérusalem en 1977.
Il a été membre de la loge Kayssoun à l'Orient de Damas sous juridiction de la Grande Loge de France.